# Tathodelta undilinea
Tathodelta undilinea là một loài bướm đêm trong họ Noctuidae.